# إستيل برودي
إستيل برودي (بالإنجليزية: Estelle Brody)‏ هي ممثلة أمريكية، ولدت في 15 أغسطس 1900 في نيويورك في الولايات المتحدة، وتوفيت في 3 يونيو 1995 في فاليتا في مالطا.

## وصلات خارجية
- إستيل برودي على موقع IMDb (الإنجليزية)
- إستيل برودي على موقع ألو سيني (الفرنسية)
- إستيل برودي على موقع أول موفي (الإنجليزية)
- إستيل برودي على موقع قاعدة بيانات الأفلام السويدية (السويدية)
- إستيل برودي على موقع قاعدة بيانات الفيلم (الإنجليزية)
- إستيل برودي على موقع كينوبويسك (الروسية)